# 20th Century Boy
Singles de T. Rex
Solid Gold Easy Action
(1972) The Groover
(1973)
20th Century Boy est une chanson du groupe T. Rex écrite et composée par Marc Bolan. Elle est sortie en tant que single en 1973, mais ne figure pas dans l'album Tanx sorti la même année. Elle a été incluse dans l'album lors de sa réédition en 1994.
La chanson est un succès, elle se classe à la 3e place au Royaume-Uni et la 1re en Irlande.
Ressortie en 1991, elle entre de nouveau dans les classements musicaux de plusieurs pays.
Cette chanson a aussi été utilisée par Naoki Urasawa pour en faire un des éléments majeurs de son manga 20th Century Boys.

## Titres
| No  | Titre            | Durée |
| --- | ---------------- | ----- |
| A1. | 20th Century Boy | 3:41  |
| B1. | Free Angel       | 2:13  |

## Reprises
20th Century Boy a été reprise par des artistes tels que : Bang Tango, Naked Raygun, The King, Buckethead, Kiyoharu, Adam Ant, Drain, Chalk Circle, The Replacements, Girlschool, Pink Cream 69, Def Leppard, The Three Johns, Placebo ou Siouxsie and the Banshees.

## Classements hebdomadaires
| Classement (1973)              | Meilleure position |
| ------------------------------ | ------------------ |
| Allemagne (Media Control AG)   | 8                  |
| Australie (Kent Music Report)  | 57                 |
| Irlande (IRMA)                 | 1                  |
| Norvège (VG-lista)             | 9                  |
| Royaume-Uni (UK Singles Chart) | 3                  |

| Classement (1991-1992)         | Meilleure position |
| ------------------------------ | ------------------ |
| Irlande (IRMA)                 | 8                  |
| Nouvelle-Zélande (RMNZ)        | 9                  |
| Royaume-Uni (UK Singles Chart) | 13                 |
| Suède (Sverigetopplistan)      | 39                 |
| Suisse (Schweizer Hitparade)   | 27                 |